# Finsta gård
Finsta gård är en herrgård och tidigare säteri i tätorten Finsta, Skederids socken, Norrtälje kommun i Uppland.
Gården är känd sedan 1200-talet, och avbildades i Suecia antiqua et hodierna år 1708. Den nuvarande huvudbyggnaden i trä uppfördes på 1730-talet. Skederids kyrka hörde ursprungligen till gården. 1945 köptes Finsta av Stockholms läns landsting och Finsta gård var naturbruksgymnasium till och med år 2003.

## Historik

### Ägarlängd
Gården är första gången omnämnd i historiskt källmaterial 1283, då Ragnhild Erlandsdotter (Finstaätten) säljer gården till sin kusin Birger Persson. I ett dokument 1296 uppges att Birger gjorde en affär med kaniken Rörik Matsson av Sollentuna och bytte bort sin huvudgård Finsta mot Skällnora gård i Fresta socken.
Han skulle ha återfått det i ett köp först 1317, då i en affär med Magnus Nilsson (Ivar Nilssons ätt) av Vilberga. Det är också oklart vilka delar av egendomarna som utskiftades. 1301 uppges Birger Peterssons hushållerska bo Finsta, med en granne Lars Elinson. 1303 fanns här Lars i Finsta son granne med Magnus Nilsson.
I arvet efter Birger Persson finns både Finsta och Skällnora med och Finsta gick sedan i arv till den ende kvarvarande sonen, Israel Birgersson. Skällnora gård gick till Birgitta genom hennes make Ulf Gudmarsson.
Gården ärvdes därefter sannolikt av denne Israels son Peter Iraelsson. Under inbördeskriget under mecklenburgska perioden fråntogs han huvuddelen av sina gods, och gården har därefter troligen getts till Anders Tomasson som var lojal med Albrekt av Mecklenburg. Från denne löste Algot Magnusson (Sture) till sig gården vilken sedan såldes till Arent Pinnow. Den ägdes 1530 av Margareta Eriksdotter (Vasa), som bör har ärvt den efter sin morfars mor Birgitta Arentsdotter Pinnow. Enligt en anekdot från 1500-talet bodde Margaretas föräldrar Erik Johansson (Vasa) och Cecilia Magnusdotter (Ekaätten) här. Margareta Eriksdotter (Vasa) lämnade gården i arv till sin dotter Brita Joakimsdotter (Brahe), gift med Birger Nilsson (Grip).
Under 1500-talet omfattade Finsta gods förutom huvudgården en kvarn i Finsta, fyra gårdar i Boda (en mindre), en i Björkboda, två i Salmunge och en i Harkrankboda, allt i Skederids socken.
Senare ägdes Finsta av släkterna Keith, Natt och Dag, Sparre och Leijonmarck.
1945 köptes Finsta av Stockholms läns landsting.

### Birgittas födelseplats
Enligt en uppgift från Margareta Clasudotter, abbedissa i Vadstena kloster 1473-86 föddes Heliga Birgitta (ca 1303–1373) på Finsta. Berättelsen har på flera punkter visat sig otillförlitlig. Det mesta tyder på att hon inte fötts här, och att familjen inte ägde huvudgården Finsta vid tidpunkten då Birgitta föddes. De ägde däremot möjligen fortfarande jord här.
Hon ska även ha fått sina första uppenbarelser vid ett stort klippblock vid Finsta som kallats Bönegrottan, avbildad i Suecia Antiqua et Hodierna.